# All-Star Baseball 99
Az All-Star Baseball 99 baseball-videójáték, melyet az Iguana Entertainment és a Realtime Associates Seattle Division fejlesztett és az Acclaim Entertainment jelentetett meg. A játék 1998. május 1-jén jelent meg Észak-Amerikában Game Boy és Nintendo 64 platformokra, utóbbi verzió 1998. augusztus 1-jén Európában is forgalomba került.
A játék kommentátora John Sterling, akit Michael Kay szakkommentátor egészít ki. A játék borítóján Larry Walker Colorado Rockies-külsővédő szerepel.

## Játékmenet
A játékhoz a Major League Baseball és a Major League Baseball Players Association licencét is kiváltották, így a csapatok, a játékosok és a stadionok is a valós nevükön szerepelnek. A játék számos kategóriában követi a játékosok statisztikáját, illetve játékosokat is létre lehet hozni, draftolni, mozgatni az ütőssorrendben és fel- és levenni a játékoskeretből.
Az All-Star Baseball ’99 volt a Nintendo 64 első baseballjátéka, amely az Expansion Pak hardverkiegészítőn keresztül támogatta a konzol „nagyfelbontású” módját, illetve a négyjátékos többjátékos módot.

## Fogadtatás
| Összegzőoldal | Értékelés | Értékelés |
| Összegzőoldal | Game Boy  | N64       |
| ------------- | --------- | --------- |
| GameRankings  | 69%       | 86%       |

| Szerző          | Értékelés | Értékelés |
| Szerző          | Game Boy  | N64       |
| --------------- | --------- | --------- |
| EGM             | N/A       | 8,165/10  |
| Game Informer   | 7/10      | 8,5/10    |
| GameFan         | N/A       | 94%       |
| GamePro         | N/A       | [ 12 ]    |
| GameRevolution  | N/A       | B+        |
| GameSpot        | N/A       | 8,3/10    |
| Hyper           | N/A       | 91%       |
| IGN             | N/A       | 8,2/10    |
| N64 Magazine    | N/A       | 84%       |
| Next Generation | N/A       | [ 3 ]     |
| Nintendo Power  | 6,9/10    | 8,1/10    |

A GameRankings kritikaösszegző weboldal adatai szerint a játék Nintendo 64-verziója kedvező, míg a Game Boy-kiadása átlagos kritikai fogadtatásban részesült. A Next Generation szerkesztője 4/5 csillagra értékelte a játék Nintendo 64-verzióját, kiemelve, hogy „A négyjátékos mód támogatásával, a páratlan grafikájával, és a szolid, pontos irányításával ez a legjobb baseballjáték Nintendo 64-re. A kisebb mesterséges intelligencia-problémák és a lassabb menet miatt nem lesz klasszikus, azonban mindenképpen egy kis lépés a helyes irányba.” A GamePro szerkesztője grafika és szórakozás kategóriákban 5/5 pontot, míg hangzás és irányítás terén 4,5/5 pontot adott a játékra, dicsérve a grafikát és az animációkat, a játékmenetet, az irányítást, a hangzást, viszont negatívumként kiemelve a Triple Play 99-hez képest repetitív hangkommentárt. Összegzésként kiemelte, hogy „Jelenleg ez az év legjobb baseballjátéka és minden sportőrültnek kötelező vétel.” A Hyper szerkesztője 91/100 pontra értékelte a játékot, kiemelve, hogy az „gyakorlatilag hibátlan”.
A Nintendo Power szerkesztői 6,9/10 pontot adott a Game Boy-verzióra, dicsérve az opciók széles választékát és a hangeffekteket, viszont negatívumként kiemelve a védőjátékosok rendkívül lassú mozgását és a zenét. Az All-Star Baseball 99 helyett inkább a Ken Griffey Jr. Presents Major League Baseballt ajánlották.
A GamePro magazin az év baseballjátéknak választotta a játékot.

## Fordítás
- Ez a szócikk részben vagy egészben  az   All-Star Baseball '99 című angol Wikipédia-szócikk ezen változatának fordításán alapul.  Az eredeti cikk szerkesztőit annak laptörténete sorolja fel. Ez a jelzés csupán a megfogalmazás eredetét és a szerzői jogokat jelzi, nem szolgál a cikkben szereplő információk forrásmegjelöléseként.